# ボードー空軍基地
ボードー空軍基地（ブークモール：Bodø hovedflystasjon 英：Bodo Main Air Station,Bodo MAS）は、ノルウェー王国ヌールラン県ボードーに所在するノルウェー空軍の飛行場で、ノルウェー空軍における最大規模の空軍基地である。飛行場付近のボディン（Bodin）には空軍訓練施設がある。
ここにはNASAMS地対空ミサイルの製造工場も立地している。
滑走路はボードー空港と共用している。基地には約1,000人の人員がおり、その内約450人が徴集兵である。ノルウェー空軍が保有する戦闘機の半数もここに配備されている。主たる目的は新人パイロットの教育で、NATOの任務として、2機の戦闘機を即応体制に置いている。このほかに捜索救難ヘリも配備されている。

## 歴史
第二次世界大戦以前のボードーには飛行場は無く、航空交通は総てヴィデロー社が管理しており、海面などを使用した水上機によるものであった。
1940年初め頃、ショート サンダーランド飛行艇により、イギリスから技術者と器材が持ち込まれ、滑走路設置の検討が開始された。そして、いくつかの選択肢が検討された後に、ボードー市外縁のプラスミラ（Plassmyra）にて滑走路の建設が決定された。
1940年4月にノルウェーの戦いが開始され、それと前後して連合国軍もノルウェー国内への兵力展開を開始している。1940年5月26日にイギリス空軍第263飛行隊のグロスター グラディエーター戦闘機3機がボードーに到着するも、そのうちの1機が泥で身動きが取れなくなり放棄された。その日、パイロットの一人であったハル空軍大尉操縦機によってハインケル He111爆撃機に損害を与え撃墜し、ユンカース Ju 52輸送機2機も撃墜した。さらに哨戒中のもう1機のHe111に損害を与えている。翌日0800時にメッサーシュミット Bf110戦闘機の護衛を伴ったユンカース JU87急降下爆撃機が来襲しボードーの町を爆撃した。2機のグラディエーター戦闘機はドイツ機を攻撃しそれぞれ1機のJu87爆撃機を撃墜した。しかし、護衛機によって相次いで反撃されハル大尉の機体は不時着する。負傷したリデッカー中尉が操縦するもう1機はボードーに着陸することができずバルドゥフォスへ向かいそこで強行着陸した。
1940年6月までに連合国軍はノルウェーから撤退し、ボードーはドイツ軍が占領した。ドイツ占領期には航空機用防空壕をはじめとする地上設備の改修が行なわれ、木材を敷き詰めた1,200メートル長の滑走路が整備されている。この滑走路は主に第5戦闘航空団のメッサーシュミット Bf109戦闘機、ユンカース Ju88軽爆撃機およびJu87爆撃機が使用した。
第二次世界大戦終戦後、飛行場はノルウェーの管轄に戻った。冷戦中はノルウェーで最も重要な基地であった。ソビエト連邦と北大西洋条約機構間の核戦争想定において、ボードー基地の主要機能はソビエト連邦の防空システムを打破するための戦闘機部隊を配置することにあった。計画においては戦略航空軍団所属のボーイング B-52戦略爆撃機がソビエト連邦領空に侵入し核兵器を都市や軍事施設に投下するため進入用空域を啓開する用意があった。冷戦間、ノルウェー政府は平時の核兵器配備を許可しなかったが、有事の際には核兵器保管を可能とするためボードー基地内に特別保管施設を建設していた。
U-2撃墜事件では撃墜されたU-2偵察機の帰投予定地であったとされ、極北地域における戦略的基地としても機能していた。この際、アメリカ合衆国は戦略偵察目標として、ノヴァヤゼムリャでの核開発や大陸間弾道ミサイル基地があると目された南アルハンゲリスクに関心を有していた。
1988年、非常事態発生時に対処すべく大規模航空部隊の受け入れが可能にするため膨大な予算を投入してNATOと協力し基地の近代化および拡張計画を実施する。冷戦期、ボードー基地は、NATOの最前線であり、ここに展開するノルウェー空軍戦闘飛行隊は緊張状態に置かれていた。冷戦の全盛期には1年間で最高200回のスクランブル発進をしている。配備機種はF-5やF-104等を経て、2011年時点ではF-16が置かれている。

## 配置部隊
- 第132航空団
  - 第331飛行隊（F-16戦闘機、戦闘）
  - 第332飛行隊（F-16戦闘機、戦闘）
  - 第330飛行隊（分遣隊、救難）
  - 基地防空警備大隊

## 民間乗り入れ
かつて日本航空などが北回り欧州線をDC-8などで運航している時代、運航機性能によりアンカレッジ=コペンハーゲンなどアラスカ=欧州間を直行運航出来なかったときテクニカルランディング出来る空港として利用していた時期もある。

現在はノルウェー国内線とフィンランドやポーランドとの国際線が就航しているが殆ど小型コミューター機材での運航となっている。